# Friedrich von Alberti

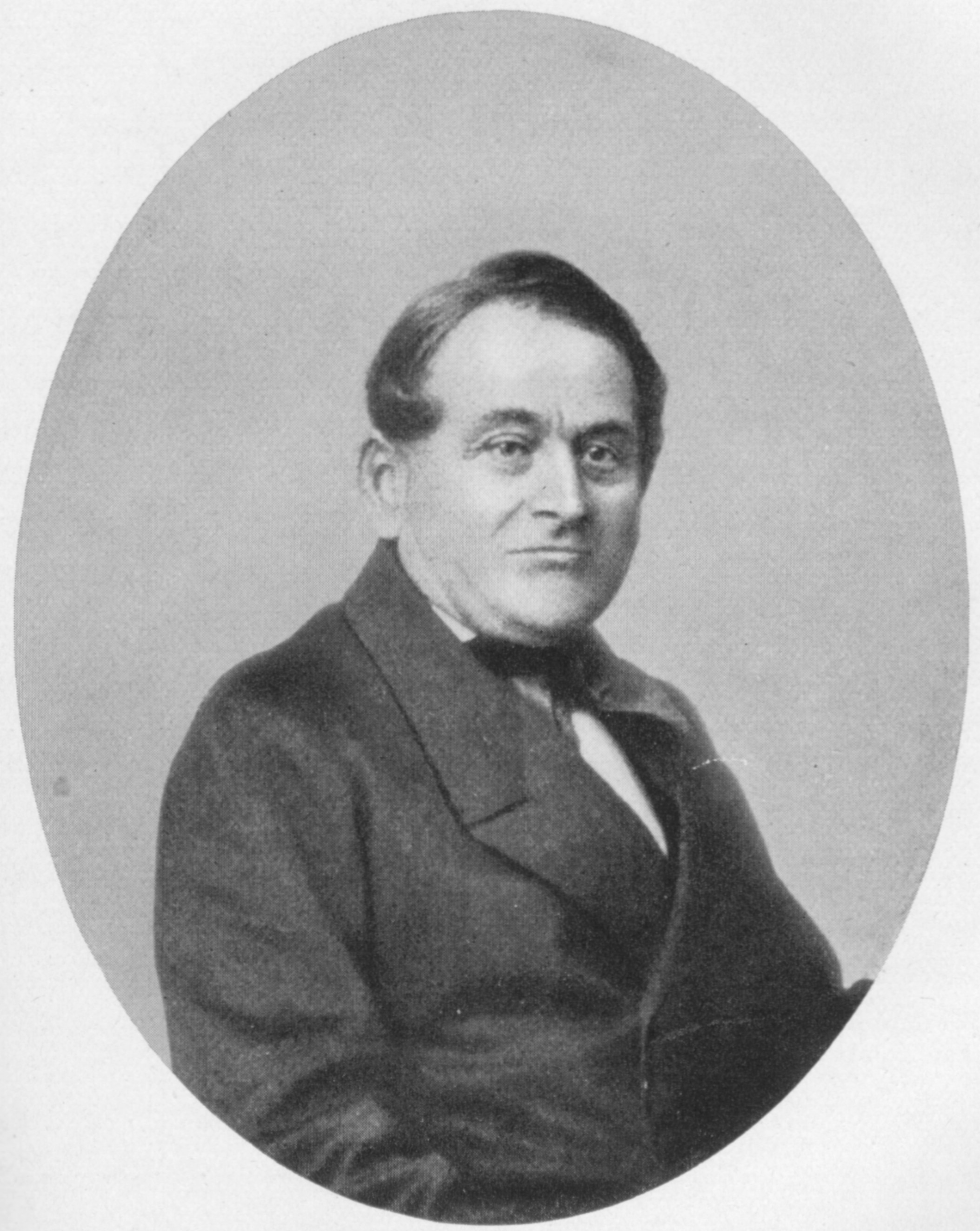
Friedrich von Alberti

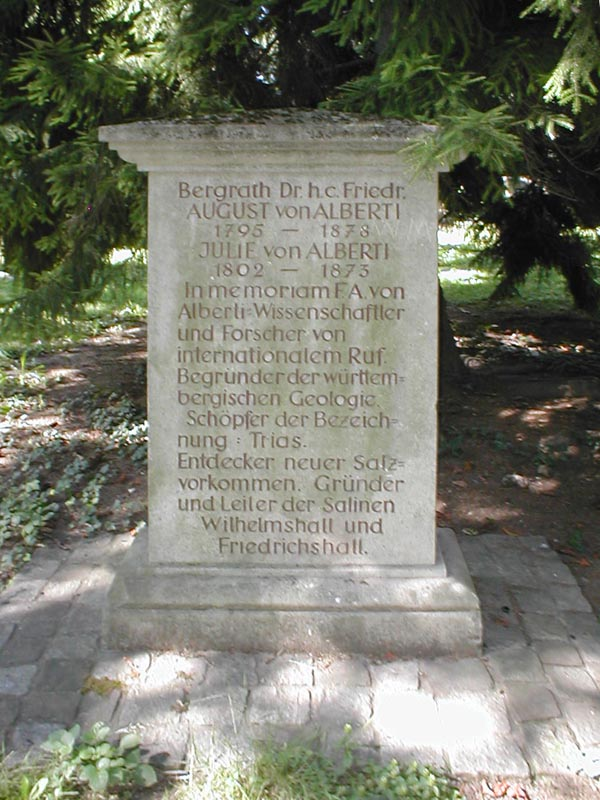
Gedenksteen voor Von Alberti op het oude kerkhof van Heilbronn.

Friedrich August von Alberti (Stuttgart, 4 september 1795 - Heilbronn, 12 september 1878) was een Württemberger (Duits) geoloog en mijnbouwkundige. Von Alberti deed belangrijk werk voor de zoutwinning in Württemberg maar is vooral bekend omdat hij in 1834 het systeem met de door hem bedachte naam Trias definieerde.

## Biografie
Von Alberti was de zoon van een Württemberger legerofficier. Hij groeide op in Stuttgart en Rottweil en studeerde vanaf 1809 aan de militaire academie van Stuttgart, om in 1815 als geoloog in dienst van de zoutpannen van Sulz am Neckar te treden. In 1818 werd hij opzichter van een soortgelijke zoutpan bij Bad Friedrichshall en vanaf 1823 bracht hij in opdracht van de regering van Württemberg het voorkomen van zout in de Württemberger ondergrond in kaart. Dankzij Von Alberti's exploratiewerk konden verschillende nieuwe zoutpannen worden aangelegd. Behalve met het zoeken van nieuwe zoutvoorkomens hield Von Alberti zich ook bezig met het winningsproces door indamping, dat hij verfijnde waardoor de opbrengst van de zoutpannen toenam.
In 1826 verscheen zijn eerste wetenschappelijke publicatie in de vorm van een boek over de gesteenten in de Württemberger ondergrond. Behalve het steenzout behandelde hij hierin ook de kleisteen-, gips- en zandsteenlagen die bij Heilbronn dagzomen. Von Alberti wees erop dat de zoutlagen altijd op dezelfde plek in de stratigrafie voorkomen, een eenheid die hij "Keuper" noemde en vooral bestaat uit donkere kleisteen. Dankzij zijn onderzoek naar de geologie van de omgeving van Heilbronn was hij in 1834 in staat het systeem te definiëren dat Trias (driedeling) wordt genoemd. Von Alberti had ontdekt dat het Trias van Württemberg bestaat uit een vaste volgorde van zandsteen (Buntsandstein), kalksteen (Muschelkalk) en gips (Keuper). Deze driedeling van het Trias geldt voor geheel Duitsland en omringende gebieden en de namen die Von Alberti gebruikte voor de gesteentelagen zijn ook tegenwoordig nog gangbaar.
Naast geologie hield Von Alberti zich ook bezig met archeologische opgravingen in Württemberg, hij leidde verschillende opgravingen en was actief in de eerste archeologische vereniging van het vorstendom. In opdracht van de regering van Württemberg ondernam hij vanaf 1836 als bergrat reizen langs de zoutwinningsindustrie van Opper-Silezië, Zuid-Polen, Galicië en de oostelijke Alpen. In het begin van de jaren 40 bracht hij bezoeken aan Frankrijk en de centrale Alpen. Zijn ervaringen publiceerde hij in 1852 in zijn boek Halurgische Geologie over de exploratie van steenzout.
Omdat de zoutindustrie ook in Zwitserland opkwam en de opbrengst van de zoutpannen daalde zag de Württemberger regering zich genoodzaakt de zoutwinning naar de omgeving van Heilbronn te verleggen. De winning van zout verschoof van zoutpannen naar mijnen. In Friedrichshall werd van 1854-1859 onder toezicht van Von Alberti een zoutmijn uitgegraven tot een 15 m dikke zoutlaag in de ondergrond.
In 1862 kocht de Württemberger staat Von Alberti's verzameling fossielen, die hij in de loop van zijn leven opgebouwd had. De verzameling bevindt zich tegenwoordig in het Museum am Rosenstein te Stuttgart. In hetzelfde jaar verscheen Von Alberti's laatste boek, waarin hij de stratigrafie van het Trias verfijnde en deze ook probeerde te correleren met lagen van dezelfde ouderdom in de Alpen. Tot zijn pensioen in 1870 was Von Alberti nog opzichter van verschillende zoutpannen en -mijnen. Hij stierf in 1878.
- Catàleg d'autoritats de noms i títols de Catalunya: 981058522004806706
- Gemeinsame Normdatei: 116276606
- International Standard Name Identifier: 0000 0000 1043 9480
- Library of Congress Control Number: no2017136591
- Nederlandse Thesaurus van Auteursnamen: 129368849
- Système universitaire de documentation: 144511088
- Virtual International Authority File: 64753880
- WorldCat: E39PBJrGrg8HqxkPgvQrRPPvpP